# Orde van Verdienste (Kedah)
De Orde van Verdienste van het Sultanaat Kedah, in het Maleis "Darjah Utama Negeri Kedah" of "Order of Merit" geheten heeft een enkele graad. De dragers mogen de letters "DUK" achter hun naam dragen maar aan de orde is, net als bij haar Britse voorbeeld de Order of Merit geen titel of adeldom verbonden. De orde werd op 17 november 1953 gesticht en het versiersel werd aan een keten om de hals gedragen. Volgens Guy Stair Sainty is het versiersel nu een gouden keten en zijn er, behalve de sultan, nooit meer dan twee dragers.